# Turm der Einheit
Der Turm der Einheit ist ein 30 m hoher Aussichtsturm und früherer Radarturm auf dem 503,8 m ü. NHN hohen Heldrastein bei Schnellmannshausen, einem Stadtteil von Treffurt im Wartburgkreis in Thüringen, unmittelbar an der Landesgrenze zu Hessen.
Der Turm wurde 1962 als offener Stahlfachwerkturm mit einer Radaranlage auf der Spitze errichtet. Er ist, obwohl eigentlich freistehend, zusätzlich durch Abspannseile gesichert. Das Gebiet des Heldrasteins war zu dieser Zeit, da es im innerdeutschen Grenzgebiet lag, nicht für die Öffentlichkeit zugänglich.
Als Ende 1989 die Grenze geöffnet wurde, entstand der Wunsch, auf dem Heldrastein wieder einen Aussichtsturm zu errichten, nachdem es dort schon bis 1952 einen Turm in Steinbauweise, den Carl-Alexander-Turm, gegeben hatte. Schließlich erfolgte 1996 die Genehmigung zum Umbau des Radarturms in einen Aussichtsturm. Im Zuge dieses Umbaus, der 205.000 DM kostete und durch Sponsoren finanziert wurde, wurden die Radarkuppel auf der Turmspitze abgetrennt und die offene Stahlkonstruktion mit Holz vertäfelt. Außerdem erhielt der Turm eine Treppe mit 166 Stufen und einen achteckigen Unterstand am Turmfuß.